# Ernst Haas
Ernst Haas (Beč, Austrija, 2. ožujka 1921. – New York City, SAD, 12. rujna 1986.) - fotoreporter i pionir fotografije u boji. Tijekom svoje četrdesetogodišnje karijere umjetnik je uspio premostiti jaz između novinske fotografije i upotrebe fotografije kao medija za izražavanje i kreativnost. Uz to što je bio inovator u fotografiji u boji, detaljno je pratio događaje u svijetu nakon Drugog svjetskog rata. Njegove su se fotografije često nalazile u časopisima poput Lifea i Voguea, te su 1962. bile subjekt prve izložbe jednog umjetnika fotografije u boji u njujorškoj MoMA-i. Bio je predsjednik agencije Magnum Photos, a njegova knjiga The Creation (1971.) bila je jedna od najuspješnijih knjiga o fotografiji, prodana u 250.000 primjeraka.

## Rani život i obrazovanje
Haas je rođen u obitelji Ernsta Haasa, visokorangiranog državnog službenika, i Frederike Haas-Zipser. Imao je brata Fritza.
Haas je odrastao u Beču prije Drugog svjetskog rata. Njegovi roditelji, koji su puno polagali na obrazovanje i umjetnost, podupirali su njegovu kreativnost od malih nogu. Njegov je otac uživao u glazbi i fotografiji, a njegova je majka pisala poeziju i težila za time da postane umjetnica. Haas je toliko dobro poznavao slikarstvo i crtanje da su ga njegovi učitelji birali kao ocjenjivača, a ne kao sudionika u umjetničkim natjecanjima među njegovim vršnjacima. Kao slikara su ga osobito zanimale formalne kvalitete umjetnine, te je razvio istančan osjećaj za kompoziciju i perspektivu.
Od 1935. do 1938. Haas je pohađao bečku privatnu školu LEH Grinzing, gdje je studirao umjetnost, književnost, poeziju, filozofiju i znanost. Drugi svjetski rat je prekinuo njegovo obrazovanje 1938., kad je škola bila zatvorena zbog njemačke invazije Austrije. Haas je sljedeće godine dobio diplomu gimnazije Rainier.
Haasa su poslali u radni kamp njemačke vojske, gdje je radio šest sati dnevno u zamjenu za dva sata pohađanja nastave dnevno. Uspio je napustiti službu 1940. i vratiti se u Beč na studij medicine. Završio je jednu godinu medicinske škole prije nego što su se promijenili zakoni, te je bio prisiljen prekinuti studij zbog svojeg židovskog podrijetla.

## Interes za fotografiju
Haas je bio nezainteresiran za fotografiju kao dijete, iako ga je njegov otac, entuzijastični amater, pokušao zainteresirati. Međutim, nakon smrti oca 1940. Haas je prvi put ušao u tamnu sobu te naučio izrađivati fotografije iz starih obiteljskih negativa, a njegov interes je rastao te je uskoro počeo snimati vlastite fotografije.
Iako mu je rat zakomplicirao obrazovanje, Haas je bio samouk te je neumorno radio da nauči medij. Godine 1941. kao "školski fotograf" seminara Max Reinhardt uspio je pohađati tehničku nastavu te je razvio doživotni interes za snimanje filmova. Haas je iskoristio veliku obiteljsku biblioteku, a također i muzeje i knjižnice u Beču. Proučavao je filozofiju i poeziju, što je učvrstilo njegovo uvjerenje o kreativnom potencijalu fotografije.
Knjiga A Poet’s Camera (1949.), koja kombinira poeziju s metaforičkim slikama umjetnika kao što su Edward Weston, bila je naročito važna za Haasov rani razvoj. Mnoge od njegovih prvih fotografija, - biljaka, vode i prirodnih oblika, - reflektiraju njezin utjecaj.
Nesiguran u smjer razvoja karijere, Haas je shvatio da mu fotografija može omogućiti i prihode i mogućnost da izrazi svoje ideje. Nabavio je svoju prvu kameru 1946., s 25 godina, razmijenivši komad margarina težine 20 funti za Rolleiflex na bečkom crnom tržištu. Kasnije je izjavio:
Nikad nisam želio biti fotograf. To je polako nastalo iz kompromisa dječaka koji je želio kombinirati dva cilja - istraživač ili slikar. Želio sam putovati, vidjeti i iskusiti. Koja je bolja profesija od one fotografa, skoro poput slikara u žurbi, shrvanog impresijama koje se stalno mijenjaju? Ali svi moji utjecaji na nadahnuće došli su većinom iz svih oblika umjetnosti, a ne iz fotografskih časopisa.
Godine 1947. Haas je imao prvu izložbu u američkom Crvenom križu u Beču, gdje je vojnike honorarno podučavao fotografiji. U Zürichu je njegov portfolio zainteresirao Arnolda Küblera, urednika časopisa du. Nakon pregleda njegovih fotografija, Kübler je upoznao Haasa sa slikama poslijeratnog Berlina švicarskog fotografa Wernera Bischofa. Bischofove fotografije su za Haasa bile otkriće: inspiriran njima, počeo je razmatrati kako slika može istovremeno pričati priču i funkcionirati kao samostalno umjetničko djelo. Kada se vratio kući, slično je dokumentirao utjecaj rata u Beču, pristupajući gradu kao ozbiljan izvjestitelj s oštroumnim, ali suosjećajnim pogledom. Njegove fotografije prikazuju izdržljivost ljudskog duha usprkos devastiranom urbanom okružju.
Haasova fotografska snaga je brzo sazrijevala. Dobivao je zadatke od časopisa poput Heute, često radeći sa suradnicom i dopisnicom Inge Morath. Godine 1947., dok su tražili lokacije za modno snimanje, Haas i Morath su svjedočili iskrcavanju ratnih zarobljenika s vlaka te su počeli dokumentirati njihov dolazak. Haasove slike prikazuju iščekivanje i tugu ljudi koji traže svoje izgubljene rođake među preživjelima. Nastali fotografski fotoesej, Homecoming, izdan je u časopisima Heute i Life.

## Magnum Photos
Warren Trabant je pokazao ratnom fotografu Robertu Capi fotografije iz eseja Homecoming prije nego što su izdane. Nakon pregleda njegovog rada, Capa je pozvao mladog fotografa da dođe u Pariz i pridruži se međunarodnoj fotografskoj agenciji Magnum Photos, koja je tada postojala već dvije godine. Henri Cartier-Bresson, George Rodger, David Seymour, Werner Bischof i William Vandivert su već bili članovi.
U isto je vrijeme Haasu bio ponuđen posao stalnog fotografa u časopisu Life. Primoran da bira između dviju mogućnosti, odlučio je da ne želi ograničenja časopisa Life. Kao Magnumov fotograf, Haas bi imao autonomiju nad pričama koje bi odlučio ispričati i kuda bi putovao. Opisujući svoju odluku u pismu uredniku Lifea, Wilsonu Hicksu, Haas je napisao: "Ono što želim jest ostati slobodan, tako da mogu provesti svoje ideje... Mislim da nema puno urednika koji bi mi mogli dati zadatke koje zadajem sebi..."

## Sjedinjene Američke Države
Nakon zadataka u Beču i Londonu, Haas je započeo opsežan projekt o Americi. Tada je bilo teško dobiti vizu u SAD-u, no 1950. je Robert Capa imenovao Haasa potpredsjednikom Magnuma u Americi. Zahvaljujući tome, Haas je dobio potrebne dokumente, te je doputovao u New York u svibnju iste godine. Prve Haasove slike u Americi prikazuju imigrante koji dolaze na otok Ellis. Prikazao je ljude u tranziciji, koji dolaze na nepoznato mjesto i započinju novi život.
Prije Haasovog dolaska ulice New Yorka su već postale popularan subjekt za fotografe koji su željeli dokumentirati sve aspekte njegova života. Haasov pristup je bio manje direktan i konfrontacijski od njegovih suvremenika Lisette Model ili Williama Kleina. Kritičar A.D. Coleman: "[Haas] je bio liričar koji se bavio fotografskim ekvivalentom gestualnog crteža, koristeći fotografske efekte kao što su mekoća fokusa, selektivna dubinska oštrina, te preeksponiranost radi efekta."
Haas je nastavio putovati svijetom zbog posla, no ostatak života je proveo u New Yorku.

## ČasopisLife
Godine 1952. Haas je putovao autostopom SAD-om do nacionalnog spomenika White Sands u Novom Meksiku, planirajući fotografirati Sjevernoameričke Indijance. Bio je očaran krajolikom i njegovim neobičnim bojama, koje su bile drugačije od bilo čega što je doživio ranije. Fotografirajući promjenjivo svjetlo i oblake tog velikog područja, Haas je također fotografirao simbole, lokalne detalje i turističke kuriozitete. Njegov fotoesej Land of Enchantment, koji je izdao Life na šest stranica, čitatelji su dobro prihvatili te je potaknuo časopis da ga angažira za drugi projekt. Prema spisateljici (i zaposlenici Magnuma) Inge Bondi, Haasova zapadnjačka kronika je bila prva velika priča koju je stvorio na temelju vlastitog instinkta i na svoj vlastiti financijski rizik.
Kad se vratio u New York, Haas je kupio film u boji da započne novi projekt u gradu. Eksperimentirao je s bojom već od 1949., ali to će biti njegova prva prilika da ozbiljno radi s nečim što je još uvijek bio rijedak i skup medij. Proveo je dva mjeseca fotografirajući New York, a fotografije koje je stvorio je objavio Life 1953. pod nazivom Images of a Magic City, na 24 stranice u dva broja. Prema kritičaru Andyju Grundbergu, te su slike "dovele fotografiju na teren apstraktnog ekspresionizma".

## Tehnika i inovacije u fotografiji u boji
Iako je Haas nastavio koristiti crno-bijeli film većinu svoje karijere, film u boji i vizualno eksperimentiranje postalo je dio njegove filozofije. Često je koristio tehnike poput plitke dubinske oštrine, selektivnog fokusa i zamućenog kretanja da stvori izazovna, metaforička djela. Počelo ga je zanimati "transformiranje objekta iz onoga što jest u ono što želite da bude". Više od stvarnog mjesta, osobe ili objekta koje je prikazivao, Haas se nadao da će odraziti radost promatranja i ljudskog iskustva.
Haas je financirao svoj osobni rad komercijalno održivom novinskom fotografijom, oglašavanjem i promidžbenim fotografijama za filmove. Dok je bio na takvim zadacima, stvarao bi vlastite fotografije, prevodeći svoju strast za poeziju, glazbu, slikarstvo i pustolovinu u prikaz u boji. Sa stvorenom reputacijom je proputovao svijet, fotografirajući SAD, Europu, Južnu Afriku i Jugoistočnu Aziju.
Kasnih 1940-ih Haas je prešao sa srednjeg formata Rolleiflex na manji, 35mm, kameru Leica s daljinomjerom, koju je dosljedno koristio do kraja karijere. Jednom kad je počeo fotografirati u boji, najčešće je koristio film Kodachrome, poznatom po bogatim zasićenim bojama. Za reprodukciju svojih fotografija Haas je koristio reljefni tisak gdjegod je bilo moguće. Skup, kompleksan proces koji se najčešće koristio u to vrijeme za oglašavanje dopuštao je veliku kontrolu nad nijansom i zasićenošću boje.
Kako je tehnologija fotografije u boji napredovala tijekom tog razdoblja, zanimanje publike za slike u boji je narastao. Mnogi časopisi koji su objavili Haasove fotografije, poput Lifea, poboljšali su kvalitetu reprodukcija u boji i sve više nastojali da uključe njegov rad u medij. Usprkos ovom napretku mnogi fotografi, kuratori i povjesničari su se isprva ustručavali da promatraju fotografiju u boji kao umjetnost zbog komercijalnog podrijetla tehnologije.

## Vodstvo Magnuma
Godine 1954. Robert Capa, Magnumov prvi predsjednik, poginuo je dok je izvještavao o Prvom indokineskom ratu. Iste je godine Werner Bischof poginuo u prometnoj nesreći u Andama. Nakon njihovih smrti Magnumov odbor direktora je izabrao Haasa, te je on otputovao u Indokinu sam izvještavati o ratu.
Nakon smrti Davida "Chima" Seymoura u Suezu 1959., Haas je bio imenovan četvrtim predsjednikom agencije. Dao je važne i trajne doprinose organizaciji kao lider. Haas je posjedovao duboko shvaćanje zadatka agencije i poticao je njezine članove da teže izvrsnosti i inovaciji. U pismu članovima Magnuma je napisao:
Svatko od nas želi stvarati divne, neobične, izvanredne slike. Svatko od nas se bori sa svojim stilom. Promjene ne dolaze isključivo iz snage volje, ali one nikad ne dolaze zadovoljene. Budimo kritičniji jedni prema drugima: to će nas zbližiti. Pronađimo novi zajednički nazivnik u borbi, ne slijedimo naše vlastite standarde otkrića. Nemojte izvještavati - otkrivajte! [nedostaje izvor]

## Izložbe
Godine 1962. MoMA u New Yorku je predstavila desetogodišnje istraživanje Haasove fotografije u boji. Izložba pod nazivom Ernst Haas: Color Photography je bila prva retrospektivna izložba u muzeju jednog fotografa posvećena fotografiji u boji, i održana je tijekom zadnje godine Edwarda Steichena kao direktora muzejskog odjela fotografije. Realizirao ju je Steichenov nasljednik John Szarkowski, i sadržavala je oko 80 reprodukcija uključujući Haasove studije kretanja i eseje o boji. Steichen je rekao o Haasovim slikama u boji: "On je slobodnog duha, nesputan tradicijom i teorijom, otišao i pronašao ljepotu neusporedivu u fotografiji.". Tada nisu izdali katalog izložbe, ali su sačuvane originalne reprodukcije, koje su puno kasnije omogućile "rekreaciju" izložbe.
Prije samostalne izložbe u MoMA-i, Haas je sudjelovao u Steichenovoj izložbi The Family of Man, koja je prvi put prikazana 1955., a zatim je u sljedećih osam godina obišla 38 zemalja.

## Promidžbena fotografija i fotografija na filmu
Haas je bio uvaženi filmski fotograf za mnoge filmove, uključujući: Neprilagođeni, Mali veliki čovjek, Moby Dick, Hello Dolly, Priča sa zapadne strane i Vrata raja. John Huston je 1966. angažirao Haasa kao susnimatelja za film Biblija, da vizualizira dio posvećen kreaciji.
Uz pisanje uvodnika i fotografiju na filmu Haas je bio vrlo cijenjen zbog promidžbene fotografije, a među klijentima su mu bili Volkswagen i Marlboro.

## The Creationi ostala izdanja
Haasa je inspirirao i fascinirao svijet prirode, te ga je fotografirao tijekom svoje karijere. Djelomično inspiriran angažmanom u filmu Johna Hustona Biblija, Haas je započeo ambiciozan višegodišnji projekt vizualizacije teme kreacije Zemlje, kao što je opisana u raznim religijskim tekstovima, prvenstveno u Starom zavjetu. Njegova knjiga The Creation, prvi put izdana 1971., sadržavala je 106 fotografija u boji napravljene diljem svijeta, organizirane u ekspresivnu poetičnu sekvencu. Knjiga je doživjela puno izdanja na brojnim jezicima tijekom 1988., prodana je u više od 250.000 primjeraka te je postala jedna od najprodavanijih knjiga o fotografiji svih vremena.
Haas je također izdao monografije In America (1975.), In Germany (1977.) i Himalayan Pilgrimage (1978.).
Godine 1980. Haas je izdao portfolio (u ograničenom broju primjeraka) s reprodukcijama u reljefnom tisku iz knjige The Creation s tiskarom Daniel Wolf Press. Također je počeo raditi na knjizi posvećenoj Japanu i projektu o ilustraciji poezije R.M. Rilkea, koja ga je nadahnjivala čitav život.
Postumno izdane Haasove knjige uključuju: Ernst Haas: Color Photographs (1989.), Ernst Haas in Black and White (1992.), Ernst Haas, (2010.) i Ernst Haas: Color Correction (2011.).

## Nastupi na televiziji i poduka
Godine 1962. Haasa su pozvali da piše i vodi The Art of Seeing, miniseriju u trajanju od četiri sata za National Public Television. Časopis Newsweek je pohvalio njegov uspjeh kao televizijski program jer je Haas kombinirao promatranje sa slušanjem. U seriji je Haas demonstrirao što čini uspješnog fotografa, objašnjavajući kako se slike mogu transformirati malom varijacijom tehnike, perspektive ili izborom alata i materijala.
Haas je također često vodio fotografske radionice, uključujući Photographic Workshop, Ansel Adams Workshop u nacionalnom parku Yosemite i Anderson Ranch Arts Center blizu Aspena.

## Osobni život i obitelj
Godine 1951. Haas se oženio mađarskom kontesom Antoinette Wenckheim. Kasnije su se razveli, te se Haas 1962. oženio Cynthiom Buehr Seneque, američkom urednicom. Imali su dvoje djece, Alexandera i Victoriu.
Gisela Minke, njemačka stjuardesa, bila je Haasova družica mnogo godina. Poticala je njegov interes za Tibet, te su njihova putovanja rezultirala knjigom Himalayan Pilgrimage. Šest godina prije smrti Haas je upoznao Takiko Kawai, koja ga je upoznala s kulturom i tradicijama Japana.

## Kasniji život i smrt
Ranih 1970-ih Haas se počeo zanimati za stvaranje audiovizualnih prezentacija - dugih sekvenci projiciranih slika s pratećom glazbom, koje se pretapaju iz jedne slike u drugu. Objašnjava: "Volim glazbu, i sa svojom audiovizualnom prezentacijom mogu kombinirati glazbu i fotografiju."
Nakon moždanog udara u prosincu 1985., Haas se usredotočio na format dviju knjiga koje je želio izdati, jednu s crno-bijelim fotografijama, a drugu s fotografijama u boji. U vrijeme smrti od drugog moždanog udara 12. rujna 1986. pripremao se napisati autobiografiju.

## Naslijeđe
Tijekom 40-godišnje karijere Haas je izgradio značajno naslijeđe. Njegova apstraktna estetska uporaba boje i inovativna uporaba tehnologije ostala je aktualna i utjecajna do danas.
Godine 1958. Haas se našao na popisu 10 najvećih fotografa na svijetu prema časopisu Popular Photography, zajedno s Anselom Adamsom, Richardom Avedonom, Henrijem Cartier-Bressonom, Alfredom Eisenstadtom, Philippeom Halsmanom, Yousufom Karshom, Gjonom Milijem, Irvingom Pennom i W. Eugeneom Smithom. Njegova važnost u fotografiji je naglašena 1986., kad je osvojio nagradu Hasselblad tik pred smrt.
Velik broj nagrada je stvoren u Haasovu čast, uključujući nagradu Ernst Haas za kreativnu fotografiju Američkog društva medijskih fotografa (ASMP), stipendiju Ernst Haas koju financira Kodak, te radionicu Maine. Godine 1998. arhiva Ernst Haas Studio je bila poslana u London u knjižnicu Hulton Getty kao dio dogovora s agencijom Getty Images. 
Godine 1999. memorijalna kolekcija Ernst Haas je utemeljena u Portlandskom umjetničkom muzeju u Maineu.
Ostavštinom Ernsta Haasa upravljaju njegova djeca, Alexander i Victoria Haas.

## Odabrane nagrade
- Nagrada Newhouse sveučilišta Syracuse, 1958.[7]
- Nagrada Kultura Njemačkog društva za fotografiju (DGPh), 1972.[26]
- Medalja Wilson Hicks sveučilišta Miami, 1978.[7]
- "Fotograf godine" Hasselblad, 1986.[25]
- Medalja za izvrsnost: majstor fotografije, Leica, 1986.[27]

## Knjige

### Knjige koje je izdao Haas, ili koje su mu posvećene
- Mainichi Shinbun. Erunsuto Hāsu: Karā shashinten, Tokio, 1962.
- Ernst Haas, The Creation, New York, 1971.
- Ernst Haas, In America, New York, 1975.
- Ernst Haas, In Germany, New York, 1977.
- Ernst Haas, Himalayan Pilgrimage, tekst Gisele Minke, New York, 1978.
- Ernst Haas, The Creation, revidirano izdanje, New York, 1983.
  - Ernst Haas, Tenji sōzō: Za kurieishon, Tokio, 1993., ISBN 4096800821.
- Bryn Campbell, Ernst Haas, The Great Photographers, London, 1983., ISBN 0004119363.
- Ernst Haas, Ernst Haas Color Photography, New York, 1989., ISBN 0810911736
- Alexander Haas, Jim Hughes, Ernst Haas in Black and White, uvod Jima Hughesa, 1992., ISBN 0821219081
- Erunsuto Hāsu ten: Shashin de kanaderu shikasai no shi, Tokio, 1993., ISBN 4938635402.
- Color Correction, Göttingen, 2011., ur. William A. Ewing, esej Phillipa Prodgera, ISBN 978-3869301365.

### Knjige nastale u suradnji s Haasom
- Edward Steichen, ur., The Family of Man, New York, 1955.
- L. Fritz Gruber, Grosse Photographen unseres Jahrhunderts, Darmstadt, 1964.
- The Camera, Life Library of Photography, New York, 1970.
- Color, Life Library of Photography, New York, 1970.
- The Great Themes, Life Library of Photography, New York, 1970.
- Arnold Ehrlich, The Beautiful Country: Maine to Hawaii, New York, 1970.
- Great Photographers, Life Library of Photography, New York, 1971.
- Photographing Children, Life Library of Photography, New York, 1971.
- The Studio, Life Library of Photography, New York, 1971.
- Cornell Capa, ur., The Concerned Photographer 2, New York, 1972.
- The Grand Canyon, The American Wilderness, ur. Robert Wallace, New York, 1972.
- Frontiers of Photography, Life Library of Photography, New York, 1972.
- Photography Year/1973 Edition, New York, 1972.
- Cactus Country, The American Wilderness, ur. Edward Abbey, New York, 1973.
- Hellmut Andics i Ernst Haas, Ende und Anfang, Beč, Hamburg i Düsseldorf, 1975.
- Photography Year/1975 Edition, New York, 1975.
- Venice, The Great Cities, ur. Aubrey Menen, Amsterdam, 1976.
- Photography Year/1976 Edition, New York, 1976.
- Roland Wolf, Was die Menschheit Bewegt: Ich und die Anderen, München, 1977.
- Roland Wolf, Was die Menschheit Bewegt: Wir in unserer Welt, München, 1977.
- Samuel S. Walker (tekst) i Ernst Haas (fotografije), Realms of Light: A Collection of Poetry through the Ages, New York, 1978., ISBN 0802706193.
- Bryn Campbell, Exploring Photography, London, 1978.
- The Editors of Eastman Kodak Company, The Joy of Photography, Reading, Massachusetts, 1979.
- Roland Wolf, Zukunft unserer Kinder, 2 toma, München, 1979.
- Helen Gee, Photography of the Fifties: An American Perspective, Tucson, Arizona, 1980.
- Roland Wolf and Karl Wadosch. Lake Placid, München, 1980.
- Bryn Campbell, ur., World Photography, New York, 1981.
- The Art of Photography, rev. i ur. Life Library of Photography, Alexandria, Virginia, 1981.
- Color, rev. i ur. Life Library of Photography, Alexandria, Virginia, 1981.
- Photography Year 1981 Edition, Alexandria, Virginia, 1981.
- Renate Gruber i L. Fritz Gruber, Das Imaginare Photo-Museum, Köln, 1981.
- Roland Wolf, Freiheit, Die Ich Meine, 2 toma, München, 1981.
- Travel Photography, rev. i ur. Life Library of Photography, Alexandria, Virginia, 1982.
- George Walsh i Colin Naylor, Michael Held, Contemporary Photographers, New York, 1982.
- Great Photographers, rev. i ur. Life Library of Photography, Alexandria, Virginia, 1983.
- Photojournalism, rev. i ur. Life Library of Photography, Alexandria, Virginia, 1983.
- Roland Wolf i Elfie E Wolf, Frieden, München, 1983.
- Olympus Optical Co, One Moment of the World, Photovision, tom 2, Tokio, 1984.
- Brian Brake, ur., Focus on New Zealand, Auckland, Novi Zeland, 1986.
- Jay Maisel, ur., The Most Beautiful Places in the World: Impressions of Ten Master Photographers, New York, 1986.
- International Center of Photography, Master Photographs From Pfa Exhibitions, 1959-67 New York, 1988.
- William Manchester, ur. In Our Time: The World as Seen by Magnum Photographers, W.W. Norton, 1989.
- Martin Harrison, ur., Appearances: Fashion Photography since 1945. New York, 1991.
- "The Spanish West", 1994.
- Time Books. Eyewitness, 150 Years Of Photojournalism, Richard Lacayo i George Russell, New York, 1995.
- Magnum Landscape, Phaidon, London, 1996.
- Handy, Ellen, Reflections in Glass Eye, New York, 1999.

## Poznate osobe koje je fotografirao Haas
Woody Allen

Yul Brynner

Robert Capa

Montgomery Clift

Jean Cocteau

Joan Collins

Sean Connery

Tony Curtis

Dino De Laurentiis

Vittorio De Sica

Kirk Douglas

Albert Einstein

Helen Frankenthaler

Clark Gable

Judy Garland

Cary Grant

Richard Harris

Howard Hawks

Audrey Hepburn

John Huston

Gene Kelly

Martin Luther King, Jr.

Eartha Kitt

Vivien Leigh

Anatole Litvak

Sophia Loren

Arthur Miller

Robert Mitchum

Thelonious Monk

Marilyn Monroe

Nehru

Baletna trupa New York City

Richard Nixon

Gregory Peck

Robert Redford

Carol Reed

Jason Robards

Sugar Ray Robinson

Arthur Rubinstein

George Bernard Shaw

Frank Sinatra

Igor Stravinsky

Barbra Streisand

Herbert Von Karajan

Orson Wells

Richard Widmark

Natalie Wood

## Vanjske poveznice
- Ernst Haas Estate (službena stranica)
- Zaklada Hasselblad: Ernst Haas
- Ernst Haas u internetskoj bazi filmova IMDb-u (engl.)
- Getty Images: Ernst Haas  Arhivirana inačica izvorne stranice od 19. ožujka 2014. (Wayback Machine)